# Ademir Roque Kaefer
Ademir Roque Kaefer (Toledo, 6 de janeiro de 1960) é um ex-futebolista brasileiro que atuava como volante.

## Carreira
Começou a carreira entre os juvenis do Toledo em 1978 e viria a disputar seu primeiro campeonato como profissional na mesma equipe, dois anos depois. Depois disso, se transferiu para o Internacional, onde se sagraria tetracampeão gaúcho. Ainda no Colorado, Ademir seria convocado para seus primeiros Jogos Olímpicos, em Los Angeles, e o time brasileiro conquistaria a medalha de prata na competição.
Em março de 1986, teria uma passagem rápida pelo Santo André de onde saiu em outubro do mesmo ano para o clube onde passaria a maior parte da sua carreira e conquistaria o maior número de títulos, o Cruzeiro. Na sua primeira passagem pelo clube, seria convocado mais uma vez para os Jogos Olímpicos, conquistaria a prata novamente e se tornaria um dos únicos jogadores brasileiros de futebol a ter duas prateadas.
Dentre os nove gols que marcou vestindo a camisa da Raposa, o mais importante foi o primeiro gol do jogo de volta da final da Supercopa Libertadores de 1991. O Cruzeiro tinha perdido o primeiro jogo por dois a zero contra o River Plate e o gol de Ademir e mais os dois de Mário Tilico deram ao clube celeste o primeiro título internacional em quinze anos.
O gol da final não foi a única contribuição de Ademir para a conquista. Na semifinal, Nonato bateu o último pênalti que classificou o Cruzeiro frente o Olimpia e foi em direção à torcida adversária. Coube a Ademir retirar o lateral da briga que se formava.
Passou uma temporada no Racing argentino e depois voltou ao Cruzeiro para jogar entre 1993 e 1995 para encerrar a carreira depois de dezoito anos de atividade.
Atualmente mora em sua cidade natal e trabalha como agropecuarista. É casado e tem dois filhos.

## Títulos
Internacional
- Campeonato Gaúcho: 1981, 1982, 1983 e 1984
- Torneio Heleno Nunes: 1984
- Copa Kirin: 1984
- Troféu Joan Gamper: 1982

Cruzeiro
- Supercopa Libertadores: 1991
- Copa Ouro: 1995
- Copa Master da Supercopa: 1995
- Copa do Brasil: 1993
- Campeonato Mineiro: 1987, 1990, 1992 e 1994

Seleção Brasileira
- Medalha de Prata nos Jogos Olímpicos: 1984 e 1988
- Medalha de Ouro nos Jogos Pan-Americanos: 1987